# Valter Mutt
Valter Mutt, född 4 augusti 1955 i Enskede församling i Stockholm, är en svensk politiker (vänsterpartist, tidigare miljöpartist respektive Partiet Vändpunkt). Han var ordinarie riksdagsledamot för Miljöpartiet 2010–2018, invald för Göteborgs kommuns valkrets. Under delar av denna period var han  utrikespolitisk talesperson för partiet.
I  januari 2019 gick Mutt ur Miljöpartiet efter att under en längre tid varit kritisk till delar av partiets utveckling och politik. Efter utträdet startade Mutt, i februari 2019, tillsammans med Annika Lillemets och Carl Schlyter Partiet Vändpunkt. I oktober 2020 gick Mutt och Annika Lillemets över till Vänsterpartiet.

## Biografi
Valter Mutt är son till  Viktor Mutt och Birgitta Werner-Mutt; fadern kom till Sverige från Estland under andra världskriget. Mutt har arbetat som socialarbetare, frilansjournalist, reseledare och omvärldsanalytiker vid Miljöpartiets riksdagskansli. Han invaldes i Sveriges riksdag för Göteborgs kommuns valkrets vid valet 2010.

## Politik (motioner, artiklar, utspel)
Mutt har till stor del ägnat sig åt utrikespolitiska frågor under sin tid som riksdagsledamot. I flera uppmärksammade fall har han gått emot partilinjen.
I riksdagen var Mutt ledamot i utrikesutskottet 2014–2016 och 2018. Han var även suppleant i EU-nämnden, försvarsutskottet, konstitutionsutskottet, utrikesutskottet och sammansatta utrikes- och försvarsutskottet.

### Utrikespolitik och bistånd
Efter valet 2014 blev Mutt utrikespolitisk talesperson för Miljöpartiet, och efterträdde då Bodil Ceballos. Under 2014–2016 gjorde Mutt flera utspel  inom det utrikespolitiska området som stred mot regeringen Löfvens linje, trots att Miljöpartiet satt i regeringen. 7 juni 2016 fick han slutligen lämna posten som utrikespolitisk talesperson och platsen i utrikesutskottet, varefter han efterträddes av Pernilla Stålhammar. Själv har han hävdat att den främsta anledningen till detta var att han i maj 2016 gick emot partilinjen och röstade mot regeringens proposition om värdlandsavtalet mellan Sverige och Nato..
Som miljöpartistisk debattör och opinionsbildare har Mutt skrivit debattartiklar som publicerats i 
Dagens Nyheter, Göteborgsposten, Aftonbladet och på Biståndsdebatten.se. På det utrikespolitiska området har han i dessa debattinlägg bland annat förespråkat att Sverige bör främja fredsprocessen mellan Israel och Palestina mer aktivt, att vapenfabriker bör läggas ner och att Sverige bör stödja en folkomröstning om ett självständigt Kurdistan. Ett utspel som fick uppmärksamhet var när Mutt i november 2014 förespråkade att Sverige borde erbjuda asyl till den amerikanske visselblåsaren Edward Snowden och hämta honom från Ryssland till Sverige i regeringsplanet, vilket Gustav Fridolin tog avstånd från och påpekade att det inte är regeringens sak att sköta asylärenden.

### Basinkomst och ekonomi
Valter Mutt har skrivit flera motioner och debattartiklar om basinkomst (medborgarlön), bland annat tillsammans med Annika Lillemets och Carl Schlyter. I dessa har han bland annat argumenterat för basinkomst av sociala skäl (exempelvis att stora grupper faller igenom industrisamhällets trygghetssystem), men också utifrån digitalisering och automatisering, av miljöskäl (att folk bör få reell makt att välja bort miljöskadliga jobb) och för att de försök som gjorts i flera länder med liknande system har gett goda resultat. 2015 motionerade han tillsammans med Annika Lillemets och Jakob Dalunda om bankdelning, det vill säga att banksektorn skall separera mellan affärsverksamhet och investmentverksamhet (som i motionen jämförs med kasinon). Motionen föreslår också att den statliga bankgarantin bör begränsas till affärsverksamheten.

### Övriga frågor (några exempel)
I oktober 2012 lämnade Valter Mutt tillsammans med Annika Lillemets (MP) en motion till riksdagen med uppmaning att flytta de statyer på Gustav II Adolf och Karl XII som finns i Stockholm till "någon mer undanskymd plats".